# 2008年北印度洋氣旋季時間軸

## 1月
- 沒有任何熱帶氣旋在北印度洋形成。

## 2月
- 沒有任何熱帶氣旋在北印度洋形成。

## 3月
- 沒有任何熱帶氣旋在北印度洋形成。

## 4月
4月27日
- 3 a.m. UTC - 低氣壓 BOB 01 在金奈之東南形成。
- 12 p.m. UTC - 印度氣象部將低氣壓 BOB 01 升格至強低氣壓 BOB 01。

- 3 p.m. UTC - 聯合颱風警報中心將低氣壓 BOB 01 確認為熱帶氣旋01B。

4月28日
- 12 a.m. UTC - 印度氣象部將強低氣壓 BOB 01 升格至氣旋風暴Nargis。
- 9 a.m. UTC - 印度氣象部將氣旋風暴Nargis升格至強烈氣旋風暴Nargis。

4月29日
- 3 a.m. UTC - 印度氣象部將強烈氣旋風暴Nargis升格至非常強烈氣旋風暴Nargis。

## 5月
5月2日
- c. 12 p.m. UTC - 非常強烈氣旋風暴Nargis在緬甸南部登陸。
- 9 p.m. UTC - 印度氣象部將非常強烈氣旋風暴Nargis降格至強烈氣旋風暴Nargis。

5月3日
- 12 a.m. UTC - 印度氣象部為強烈氣旋風暴Nargis發出最後報告。
- 3 p.m. UTC - 聯合颱風警報中心為熱帶氣旋01B發出最後報告。

## 6月
6月5日
- 12 a.m. UTC - 低氣壓 ARB 01 在孟買之西南形成。

6月7日
- 3 a.m. UTC - 印度氣象部為低氣壓 ARB 01 發出最後報告。

6月16日
- 3 a.m. UTC - 低氣壓 BOB 02 在加爾各答之東南形成。
- 11 a.m. - 12 p.m. UTC - 低氣壓 BOB 02 在孟加拉登陸。

6月18日
- 9 a.m. UTC - 印度氣象部為低氣壓 BOB 02 發出最後報告。

## 7月
- 沒有任何熱帶氣旋在北印度洋形成。

## 8月
8月9日
- 12 p.m. UTC - 低氣壓 BOB 03 在奧里薩邦沿岸形成。

8月10日
- 3 a.m. UTC - 低氣壓 BOB 03 在奧里薩邦登陸。
- 3 p.m. UTC - 印度氣象部為低氣壓 BOB 03 發出最後報告。

| 前任： 2007 | 北印度洋氣旋季時間軸 2008 | 繼任： 2009 |